# Szerbia zászlaja
Szerbia zászlaja három egyenlő vízszintes sávból áll, amelyek az orosz zászló fordítottjaként rendre piros, kék és fehér színűek. A zászló bal részén látható Szerbia nemzeti címere. 

Szerbia nemzeti jelképe a forradalmi időkre tekint vissza. Amikor 1804. február 4-én az első szerb felkelés kitört az Oszmán Birodalom uralma ellen, a függetlenedni kívánó szerbek Oroszországba mentek segítségért. A cártól ugyan katonai segítséget nem kaptak, de a küldöttség azt kérte az uralkodótól, hogy harcban engedje meg az orosz zászló használatát, amely a szláv hatalmat jelképezné a csatákban. A történelmi források itt kettéágaznak. Az egyik krónika szerint a szerb követség megkapta az engedélyt a zászló használatára, de elfelejtették elhozni a lobogót, vagy útközben elhagyták azt. Mire hazaértek csak a színekre emlékeztek, de a sorrendet elfelejtették, ezért fordított sorban alkották meg a zászlót. A másik történet szerint a cár nem adta meg az engedélyt, ezért a szerb csapatok az orosz zászlót szándékosan fordítva használták.
A nemzeti zászló végül hivatalosan is Szerbia jelképe lett. Később a szerb zászlóra felkerült a szerbia címere is. (A Bosznia-hercegovinai Szerb Köztársaság zászlaja a címert nem tartalmazza.)

## Lásd még
- A bosznia-hercegovinai Szerb Köztársaság zászlaja